# Fumaráza

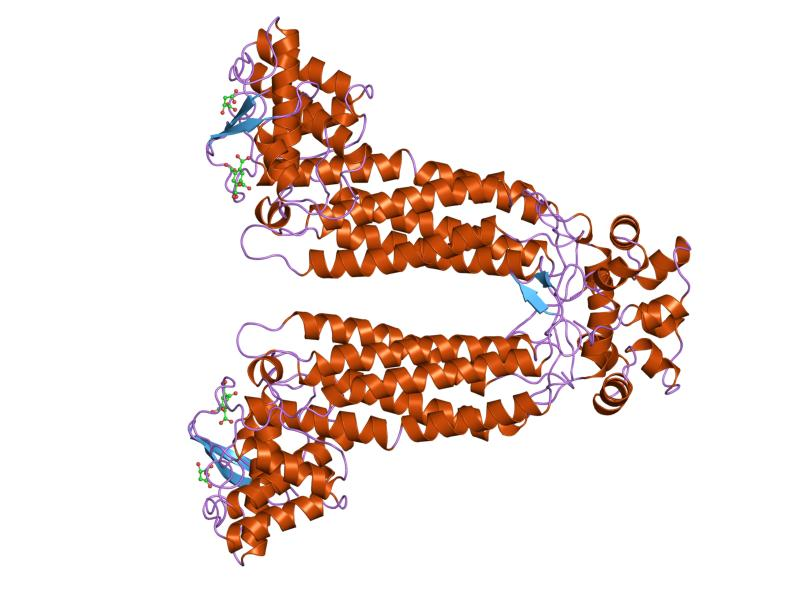
Fumaráza

Fumarása (fumaráthydratása) je enzym citrátového cyklu, který katalyzuje přeměnu fumarátu na malát. Tato reakce je hydratace, enzym na molekulu fumarátu přidává vodu, proto hovoříme o hydratáse. Systematický název enzymu je (S)-malát hydrolyása (tvořící fumarát) a označení EC 4.2.1.2.
U člověka existují dvě izoformy (mitochondriální a cytosolická) odvozené od jediného genu, jeho mutace způsobuje neurologické poruchy, neuropatii, fumarátovou acidurii a zvýšený obsah sukcinátu, 2-oxoglutarátu a citrátu v moči. Mutace v tomto genu však dokonce byly spojovány s některými typy rakoviny.